# Militær reserve
En militær reservestyrke er en militær organisation, der består af militært deltidspersonel, og til tider civile, der er i stand til at kæmpe, når en nation mobiliserer til krig eller som forsvar mod fjendtlig invasion. Reserver er generelt ikke anset som en del af de stående militære styrker. Eksistensen af en reservestyrke tillader nationer at reducere deres militære styrke i fredstid og samtidig have en styrke klar i tilfælde af krig.
I visse lande som f.eks. USA og Storbritannien er medlemmerne af reserven frivillige, der træner jævnligt. I andre lande som Kina og Israel tjener man i reserven i et antal år efter gennemført værnepligt. I nogle tilfælde kan en milits udgøre en del af den militære reserve, således den amerikanske National Guard, eller det danske hjemmeværn.
En militær reservestyrke bør ikke forveksles med en strategisk reserve der holdes ude af kampene i en krig, så den kan sættes ind ved uforudsete problemer.

## Historie
Historisk spillede reservister først en betydelig rolle efter det preussiske nederlag i slaget ved Jena-Auserstedt. 9. juli 1807 tvang Napoleon Bonaparte ved hjælp af Tilsit-traktaten Preussen til at reducere sine styrker drastisk og afgive store landområder. Den preussiske hær måtte nu ikke længere overstige 42.000 mand.
Krümpersystemet, der blev introduceret i den preussiske hær med Gerhard von Scharnhorsts reformer, gav rekrutter en kort træningsperiode, så styrken i tilfælde af krig kunne udvides betydeligt. Dermed havde reduktionen af hæren ikke den ønskede virkning, og i de følgende krige kunne Preussen indkalde store mængder uddannede soldater.